# Валенди
Вале́нди (греч. Βαλέντι) — необитаемый остров (скала) в Греции, в Эгейском море у западного побережья полуострова Грамвуса на северо-западе Крита. Расположен к северу от островов Имери-Грамвуса и Арнаути, у входа в бухту Грамвуса. Относится к общине (диму) Кисамос в периферийной единице Ханье в периферии Крит.